# Лелюхин, Павел Дмитриевич
Павел Дмитриевич Лелюхин (23 апреля 1998 года, Москва, Россия) — российский футболист, защитник клуба «Ессентуки».

## Биография
Воспитанник академии московского «Спартака». В 17 лет подписал 3-летний контракт с московским «Динамо», где выступал за молодёжный состав (18 игр, 2 гола) и «Динамо-2» в первенстве ПФЛ (14 игр, 3 гола). В сезоне 2017/18 на правах годичной аренды вернулся в систему московского «Спартака», где выступал за дублирующий состав (8 игр, 2 гола) и за «Спартак-2» в ФНЛ (5 игр).
Летом 2018 года Лелюхин уехал на Кипр, где заключил контракт с местным клубом «Пафос». Дебютировал в декабре 2018 года в матче 14-го тура против «Аполлона» (1:1), отыграв 58 минут.

### Карьера в сборной
С 2015 года выступал за различные юношеские сборные России (до 17, до 18, до 19 и до 20 лет).